# Nyodes chlorobapta
Nyodes chlorobapta là một loài bướm đêm trong họ Noctuidae.